# Tineophoctonus hubbardii
Tineophoctonus hubbardii är en stekelart som först beskrevs av William Harris Ashmead 1900.  Tineophoctonus hubbardii ingår i släktet Tineophoctonus och familjen sköldlussteklar. Inga underarter finns listade i Catalogue of Life.